# Consigliere anziano
Nella politica italiana  per consigliere anziano si intende il candidato consigliere eletto con più voti all'interno di un qualsiasi consiglio comunale.
Il consigliere anziano, inoltre, è incaricato di presiedere l'assemblea del consiglio comunale, in attesa dell'elezione dell'effettivo presidente del consiglio.